# Jacobi-Verfahren
In der numerischen Mathematik ist das Jacobi-Verfahren, auch Gesamtschrittverfahren genannt, ein Algorithmus zur näherungsweisen Lösung von linearen Gleichungssystemen. Es ist, wie das Gauß-Seidel-Verfahren und das SOR-Verfahren, ein spezielles Splitting-Verfahren. Benannt ist es nach Carl Gustav Jacob Jacobi.
Entwickelt wurde das Verfahren, da das Gaußsche Eliminationsverfahren zwar eine exakte Lösungsvorschrift darstellt, sich jedoch für Rechenfehler sehr anfällig zeigt. Eine iterative Vorgehensweise hat diesen Nachteil typischerweise nicht.

## Beschreibung des Verfahrens
Gegeben ist ein lineares Gleichungssystem mit {\displaystyle n} Variablen und {\displaystyle n} Gleichungen.
{\displaystyle {\begin{matrix}a_{11}\cdot x_{1}+\dotsb +a_{1n}\cdot x_{n}&=&b_{1}\\a_{21}\cdot x_{1}+\dotsb +a_{2n}\cdot x_{n}&=&b_{2}\\&\vdots &\\a_{n1}\cdot x_{1}+\dotsb +a_{nn}\cdot x_{n}&=&b_{n}\\\end{matrix}}}
Mit dem Matrix-Vektor-Produkt kann das lineare Gleichungssystem auch als {\displaystyle A\cdot x=b} geschrieben werden, wobei die Matrix {\displaystyle A} die Koeffizientenmatrix, {\displaystyle b} der Ergebnisvektor und {\displaystyle x} der gesuchte Vektor der Unbekannten {\displaystyle x_{i}} ist. Die ausführliche Schreibweise als Matrix und Vektoren mit den einzelnen Elementen wird üblicherweise wie folgt notiert:
{\displaystyle {\begin{pmatrix}a_{11}&a_{12}&\cdots &a_{1n}\\a_{21}&a_{22}&\cdots &a_{2n}\\\vdots &\vdots &\ddots &\vdots \\a_{n1}&a_{n2}&\cdots &a_{nn}\\\end{pmatrix}}{\begin{pmatrix}x_{1}\\x_{2}\\\vdots \\x_{n}\end{pmatrix}}={\begin{pmatrix}b_{1}\\b_{2}\\\vdots \\b_{n}\end{pmatrix}}}
Um dieses zu lösen, wird die {\displaystyle i}-te Gleichung nach der {\displaystyle i}-ten Variablen {\displaystyle x_{i}} aufgelöst,
{\displaystyle x_{i}^{(m+1)}:={\frac {1}{a_{ii}}}\left(b_{i}-\sum _{j\not =i}a_{ij}\cdot x_{j}^{(m)}\right),\,i=1,\dotsc ,n}
und diese Ersetzung, ausgehend von einem Startvektor {\displaystyle x^{(0)}}, iterativ wiederholt. Als Bedingung für die Durchführbarkeit ergibt sich, dass die Diagonalelemente {\displaystyle a_{ii}} von Null verschieden sein müssen. Da die Berechnung einer Komponente der nächsten Näherung unabhängig von den anderen Komponenten ist, ist das Verfahren, im Gegensatz zum Gauß-Seidel-Verfahren, zur Nutzung auf Parallelrechnern geeignet.
Als Algorithmus in Pseudocode ergibt sich:
```
Gegeben Startvektor 

  

    

      

        

          
x

          

            
alt

          

        

      

    

    
{\displaystyle x^{\text{alt}}}

  

für 

  

    

      

        
m

        
=

        
1

        
,

        
…

      

    

    
{\displaystyle m=1,\dotsc }

  

 bis Erfüllung eines Abbruchkriteriums
  

  

    

      

        
x

        
=

        
b

      

    

    
{\displaystyle x=b}

  

  für 

  

    

      

        
i

        
=

        
1

      

    

    
{\displaystyle i=1}

  

 bis 

  

    

      

        
n

      

    

    
{\displaystyle n}

  

       für 

  

    

      

        
j

        
=

        
1

      

    

    
{\displaystyle j=1}

  

 bis 

  

    

      

        
n

      

    

    
{\displaystyle n}

  

         falls 

  

    

      

        
j

        
≠

        
i

      

    

    
{\displaystyle j\not =i}

  

            

  

    

      

        

          
x

          

            
i

          

        

        
=

        

          
x

          

            
i

          

        

        
−

        

          
a

          

            
i

            
j

          

        

        

          
x

          

            
j

          

          

            
alt

          

        

      

    

    
{\displaystyle x_{i}=x_{i}-a_{ij}x_{j}^{\text{alt}}}

  

;
       ende
       

  

    

      

        

          
x

          

            
i

          

        

        
=

        

          
x

          

            
i

          

        

        

          
/

        

        

          
a

          

            
i

            
i

          

        

      

    

    
{\displaystyle x_{i}=x_{i}/a_{ii}}

  

;
  ende
  

  

    

      

        

          
x

          

            
alt

          

        

        
=

        
x

        
;

      

    

    
{\displaystyle x^{\text{alt}}=x;}

  

ende
```

Dabei wurde die willkürliche Erstbelegung des Variablenvektors als Eingangsgrößen des Algorithmus angenommen, die Näherungslösung ist die vektorielle Rückgabegröße.
Bei dünnbesetzten Matrizen reduziert sich der Aufwand des Verfahrens pro Iteration deutlich.

### Beschreibung in Matrixschreibweise
Die Matrix {\displaystyle A} des linearen Gleichungssystems {\displaystyle A\cdot x=b} wird hierzu in eine Diagonalmatrix {\displaystyle D}, eine strikte untere Dreiecksmatrix {\displaystyle L} und eine strikte obere Dreiecksmatrix {\displaystyle U} zerlegt, so dass gilt:
{\displaystyle A=D+(L+U)}
oder in ausführlicher Schreibweise mit den einzelnen Elementen der Matrizen wie folgt:
{\displaystyle {\begin{pmatrix}a_{11}&a_{12}&\cdots &a_{1n}\\a_{21}&a_{22}&\cdots &a_{2n}\\\vdots &\vdots &\ddots &\vdots \\a_{n1}&a_{n2}&\cdots &a_{nn}\\\end{pmatrix}}={\begin{pmatrix}a_{11}&0&\cdots &0\\0&a_{22}&\cdots &0\\\vdots &\vdots &\ddots &\vdots \\0&0&\cdots &a_{nn}\\\end{pmatrix}}+{\begin{pmatrix}0&a_{12}&\cdots &a_{1n}\\a_{21}&0&\cdots &a_{2n}\\\vdots &\vdots &\ddots &\vdots \\a_{n1}&a_{n2}&\cdots &0\\\end{pmatrix}}}
Die obige komponentenweise Iterationsvorschrift lässt sich dann folgendermaßen für den kompletten Vektor darstellen:
{\displaystyle x^{(m+1)}=D^{-1}\left(b-\left(L+U\right)x^{(m)}\right)}.
Üblich zur Einbettung als Präkonditionierer in andere iterative Verfahren wie Krylow-Unterraum-Verfahren schreibt man den Präkonditionierer als Matrix {\displaystyle M}, wobei {\displaystyle M} eine Approximation an {\displaystyle A^{-1}} ist, zu der sich ein lineares Gleichungssysteme {\displaystyle M^{-1}\cdot u=v} günstig nach {\displaystyle u} lösen lässt. Es gilt für das Jacobi-Verfahren {\displaystyle M=D^{-1}}. Für das Residuum {\displaystyle r^{(m)}=b-A\cdot x^{(m)}} ist {\displaystyle x^{(m+1)}-x^{(m)}} gerade die Näherungslösung. Die Beziehung {\displaystyle M=D^{-1}} folgt unmittelbar:
{\displaystyle x^{(m+1)}=D^{-1}\cdot \left(b-\left(L+D+U\right)\cdot x^{(m)}+D\cdot x^{(m)}\right)=D^{-1}\cdot r^{(m)}+x^{(m)}},
{\displaystyle x^{(m+1)}-x^{(m)}=D^{-1}\cdot r^{(m)}}.

## Konvergenzuntersuchung
Die Konvergenz wird wie bei allen Splitting-Verfahren mittels des banachschen Fixpunktsatzes untersucht. Das Verfahren konvergiert also, wenn der Spektralradius der Iterationsmatrix {\displaystyle D^{-1}(D-A)} kleiner als eins ist. Insbesondere ergibt sich dies, wenn die Systemmatrix {\displaystyle A} strikt diagonaldominant oder allgemeiner irreduzibel diagonaldominant ist.

## Erweiterung auf nichtlineare Gleichungssysteme
Die Idee des Jacobi-Verfahrens lässt sich auf nichtlineare Gleichungssysteme {\displaystyle f(x)=g} mit einer mehrdimensionalen nichtlinearen Funktion {\displaystyle f} erweitern. Wie im linearen Fall wird im {\displaystyle i}-ten Schritt die {\displaystyle i}-te Gleichung bezüglich der {\displaystyle i}-ten Variablen gelöst, wobei für die anderen Variablen der bisherige Näherungswert genommen wird:
Für {\displaystyle k=1,\dotsc } bis Erfüllung eines Abbruchkriteriums
Für {\displaystyle i=1,\dotsc ,n}:
Löse {\displaystyle f_{i}(x_{1}^{k},\dotsc ,x_{i-1}^{k},x_{i}^{k+1},x_{i+1}^{k},\dotsc ,x_{n}^{k})=g_{i}} nach {\displaystyle x_{i}^{k+1}} auf.
Hierbei ist das Lösen in der Regel als die Anwendung eines weiteren iterativen Verfahrens zur Lösung nichtlinearer Gleichungen zu verstehen. Um dieses Verfahren vom Jacobi-Verfahren für lineare Gleichungssysteme zu unterscheiden, wird häufig vom Jacobi-Prozess gesprochen. Die Konvergenz des Prozesses folgt aus dem Banachschen Fixpunktsatz wieder als linear.